# Radix Ace Entertainment
Radix Ace Entertainment Co., Ltd (株式会社ラディクスエースエンタテインメント Kabushiki-gaisha Radikusu Ēsu Entateinmento?) fue un estudio de anime japonés fundado en diciembre de 1995 y cerrado el 1 de octubre del 2006. Participó en la planificación y producción de películas. La compañía tenía su sede en Tokio, Japón. De acuerdo con la transacción anunciada el 14 de septiembre de 2005, Radix Ace Entertainment Co., Ltd. opera como una subsidiaria de Wedge Holdings Co.

## Producciones

### Series de televisión
- Akahori Gedou Hour Rabuge (TV)
- Baby Felix (TV)
- Bakegyamon (TV)
- Comic Party: Revolution (TV)
- Dennou Boukenki Webdiver (TV)
- Divergence Eve (TV)
- Haibane Renmei (TV)
- Lemon Angel Project (TV)
- Lovege Chu ~Miracle Seiyū Hakusho~ (TV)
- Misaki Chronicles (TV)
- Nazca (TV)
- NieA 7 (TV)
- Shiawase Sou no Okojo-san (TV)
- Silent Möbius (TV)
- Soreyuke! Gedou Otometai (TV)
- Tsuki wa Higashi ni Hi wa Nishi ni: Operation Sanctuary (TV)
- Wind: A Breath of Heart (TV)
- Zettai Seigi Love Pheromone (TV)[1]

### OVAs
- Amazing Nurse Nanako (OVA)
- The boy with the Guitar: Kikaider vs Inazuman (OVA)
- Sakura Taisen: Ecole de Paris (OVA)
- Sakura Taisen: Sumire (OVA)
- Sakura Wars: The Gorgeous Blooming Cherry Blossoms (OVA)
- Sakura Wars: The Radiant Gorgeous Blooming Cherry Blossoms  (OVA)[1]

### OAVs
- Honey x Honey Drops (OAV)[1]

### ONAs
- Vie Durant (ONA)[1]